# Poolse złoty
De złoty (PLN, Pools: złoty uitspraakⓘ [ˈzwɔtɨ]) is de munteenheid van Polen. Złoty's worden in heel Polen als wettig betaalmiddel gebruikt. Ze zijn onderverdeeld in 100 grosz. Er zijn munten van 1, 2, 5, 10, 20 en 50 grosz en van 1, 2 en 5 złoty. De munten worden geslagen door de Mennica Polska. Bankbiljetten zijn er voor 10, 20, 50, 100, 200 en 500 złoty.

## Geschiedenis
De nieuw herrezen Poolse staat van 1918 voerde aanvankelijk als munteenheid de Poolse mark in, maar deze was al spoedig door hyperinflatie niet meer waard dan het papier waarop hij werd gedrukt. Na een munthervorming werd in 1923 een nieuwe munteenheid ingevoerd, de "złoty", waarvan de naam refereerde aan de "Rijnlandse gulden".
Na een periode van hyperinflatie in de jaren tachtig en vooral begin jaren negentig, was een złoty niet veel meer waard. In 1994 had 1 miljoen złoty de waarde van ongeveer €40. Bankbiljetten van 100 złoty (toen 0,4 eurocent) waren de kleinste betaaleenheden.
Op 1 januari 1995 werd de nieuwe złoty geïntroduceerd, er verdwenen vier nullen waardoor 10.000 oude złoty's (PLZ) vanaf toen gelijk waren aan 1 nieuwe złoty (PLN).

## Etymologie
Het Poolse woord złoty betekent letterlijk "gouden". Historisch gezien heeft de złoty verwantschap met de gulden: beide munten hebben hun naam te danken aan de gouden florijn (fiorino d'oro) die de stad Florence in 1252 in omloop bracht. Deze munt woog 3,54 gram, hetzelfde gewicht als de dukaat van Venetië. Deze munten werden door handelaars in heel Europa gebruikt en nagemaakt. In Nederland werd de gulden florijn de gulden, in Polen de złoty en in Hongarije de forint. In Polen werd in de 18e en 19e eeuw naast de złoty polski de uit het Duitse Rijk afkomstige "Rijnlandse gulden" (złoty renski) veel gebruikt.

## Bankbiljetten
| Waarde (S/.) | Afmetingen  | Kleur  | Portret                       |
| ------------ | ----------- | ------ | ----------------------------- |
| 10 złoty     | 120 × 60 mm | bruin  | Hertog Mieszko I              |
| 20 złoty     | 126 × 63 mm | rood   | Koning Bolesław I             |
| 50 złoty     | 132 × 66 mm | blauw  | Koning Casimir III            |
| 100 złoty    | 138 × 69 mm | groen  | Koning Wladislaus II Jagiello |
| 200 złoty    | 144 × 72 mm | oranje | Koning Sigismund I            |
| 500 złoty    | 150 × 75 mm | grijs  | Koning Jan III Sobieski       |

## Toekomst van de złoty
De toetreding van Polen tot Europese Unie (2004) betekende geen directe toelating tot de Economische en Monetaire Unie. Eerdere voorspellingen van een toetreding tot de euro in 2011 zijn niet haalbaar gebleken en Polen lijkt op korte termijn geen plannen tot toetreding te hebben. Uit een peiling in 2021 bleek dat 56% van de ondervraagden voorkeur hadden voor de introductie van de euro in Polen en 51% verwachtte een positief effect hiervan. Driekwart van de ondervraagden vond wel dat Polen er nog niet klaar voor was en twee derde vreesde hogere prijzen als de euro wordt ingevoerd.
De koers van de złoty ten opzichte van de euro fluctueert binnen zeer nauwe marges. Tussen 2016 en 2020 was de gemiddelde wisselkoers PLN 4,32 voor een euro, in 2017 was de gemiddelde koers 4,26 en in 2020 was deze 4,44 oftewel een marge van zo'n 2% rond dit vijfjarig gemiddelde.